# 13 d'Andròmeda
13 d'Andròmeda (13 Andromedae) és una estrella a la constel·lació d'Andròmeda. Té una magnitud aparent de 5,75.